# Marie-Clémence Fouriaux
Marie-Clémence Fouriaux (née le 20 juillet 1857 et morte le 2 mai 1932 à Savigny-sur-Aisne) est une infirmière, institutrice et directrice d'école française. Héroïne de la Première Guerre mondiale, elle est aussi une militante politique.

## Biographie

### 1857-1873: enfance à Savigny-sur-Aisne
Marie-Clémence Fouriaux est née le 20 juillet 1857 à Savigny-sur-Aisne où son grand père, maitre vannier, a fondé une petite entreprise spécialisée dans la confection de paniers à champagne. Son père, Edouard-Augustin Fouriaux, a repris l'entreprise. Il y travaille avec son épouse. Ils ont plusieurs salariés.
Très jeune, elle aide ses parents à l'atelier,. Scolarisée à l'école de Savigny, elle s'y rend de manière irrégulière. Vers l'âge de 12 ans, elle met fin à sa scolarité. Elle voue cependant une grande passion pour la lecture, vocation que sa mère n'apprécie guère et qu'elle considère comme « du temps perdu »,, si bien qu'elle décide de jeter tous les livres de sa fille.
Elle réussit à garder secrètement deux ouvrages : un exemplaire de la Bible et un livre d'histoire sur la Rome antique. Elle continue à lire, le soir, à la lumière d'une bougie ou encore lorsqu'elle garde les vaches, au bord de l'Aisne.
C'est une illustration représentant des religieuses en train d'évangéliser une tribu arabe, aperçue dans son enfance, qui donne à Marie-Clémence l'envie de devenir infirmière et de partir pour l'Afrique du Nord,.

### 1873-1882: l'Afrique et la reprise d'études

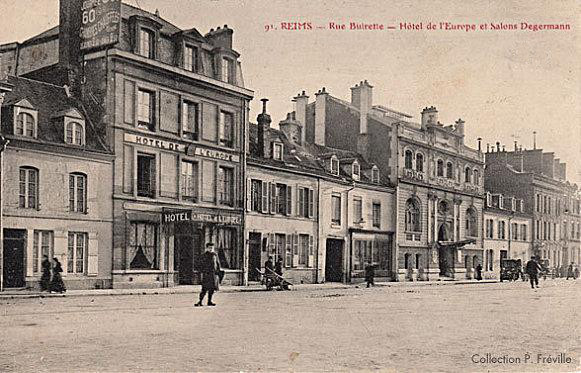
La rue Buirette au début du siècle.

En 1873, à 16 ans, elle entre chez les Sœurs de la doctrine chrétienne de Nancy afin de devenir infirmière. Très vite, elle part pour Constantine puis Mustapha,,. Peu de temps après, elle se voit confier la direction du service économique d'un hôpital de 500 lits. Désireuse de s'occuper d'enfants, sa requête est constamment rejetée en raison de son faible niveau d'études. Elle décide donc de quitter l'Afrique, au bout de 7 ans.
En 1880, Marie-Clémence rentre en Champagne. elle n'a pas vu sa famille depuis qu'elle a quitté la France. Par la suite, elle travaille chez De la Morinerie, négociant en vin et champagne à Reims. Parallèlement, elle prépare le Brevet de capacité en prenant des cours à la pension Destrée, rue Buirette.
En juillet 1882, elle passe son examen avec succès. Diplôme en main, elle se rend chez Monsieur Hue, inspecteur, et lui raconte alors son enfance à Savigny-sur-Aisne, son séjour en Afrique, sa reprise d'études tout en travaillant, ainsi que son désir d'être institutrice,.

### 1882-1917: carrière dans l'éducation et Première Guerre mondiale
Le 1er octobre 1882, elle est affectée en tant qu'institutrice, à l'école maternelle de Bétheniville, commune composée principalement, à l'époque d'ouvriers textiles. Marie-Clémence apprécie fortement ce poste,,.

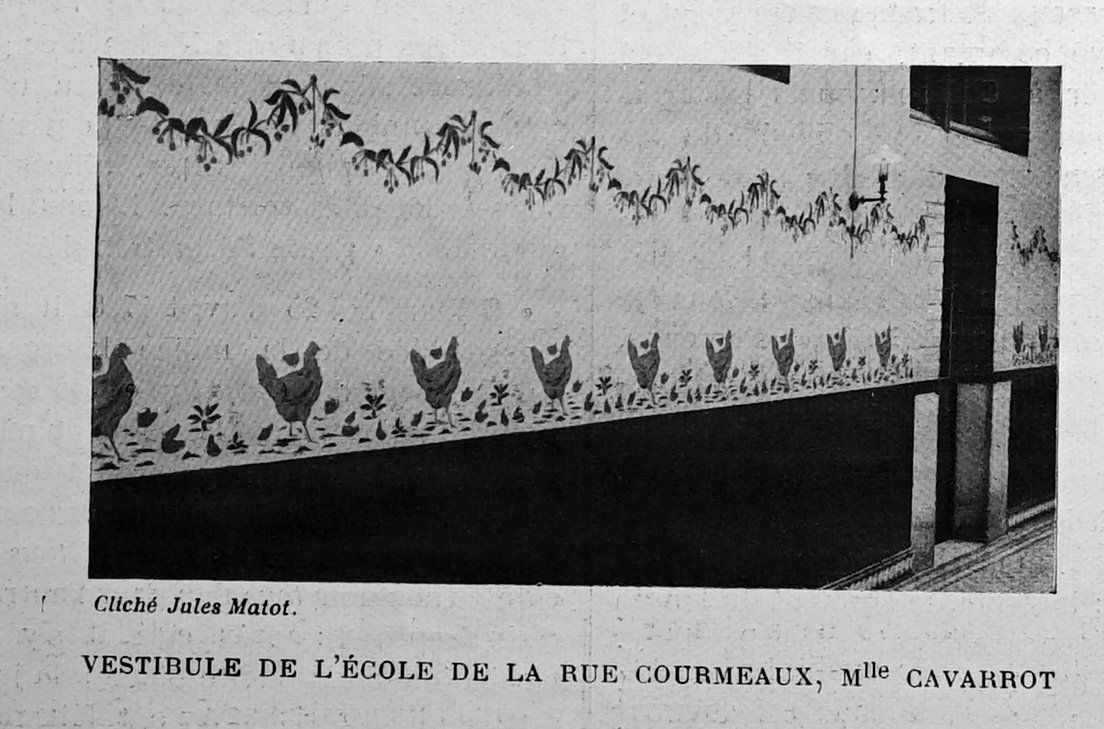
École maternelle de la rue Courmeaux.

Le 1er octobre 1883, elle est mutée et devient directrice de l'école maternelle de la rue Courmeaux à Reims. Du fait de son passé en tant que sœur, Monsieur Hue voit en elle la personne idéale dans cette école où de nombreux parents sont opposés aux lois Ferry,. Blanche Cavarrot est son adjointe. Le jour de la rentrée, seuls deux enfants se présentent devant l'établissement. Marie-Clémence rencontre plusieurs parents et tente de les convaincre. Ses efforts sont couronnés de succès : petit à petit, de nouveaux élèves arrivent. A Noël 1883, l'école est fréquentée par 149 enfants.

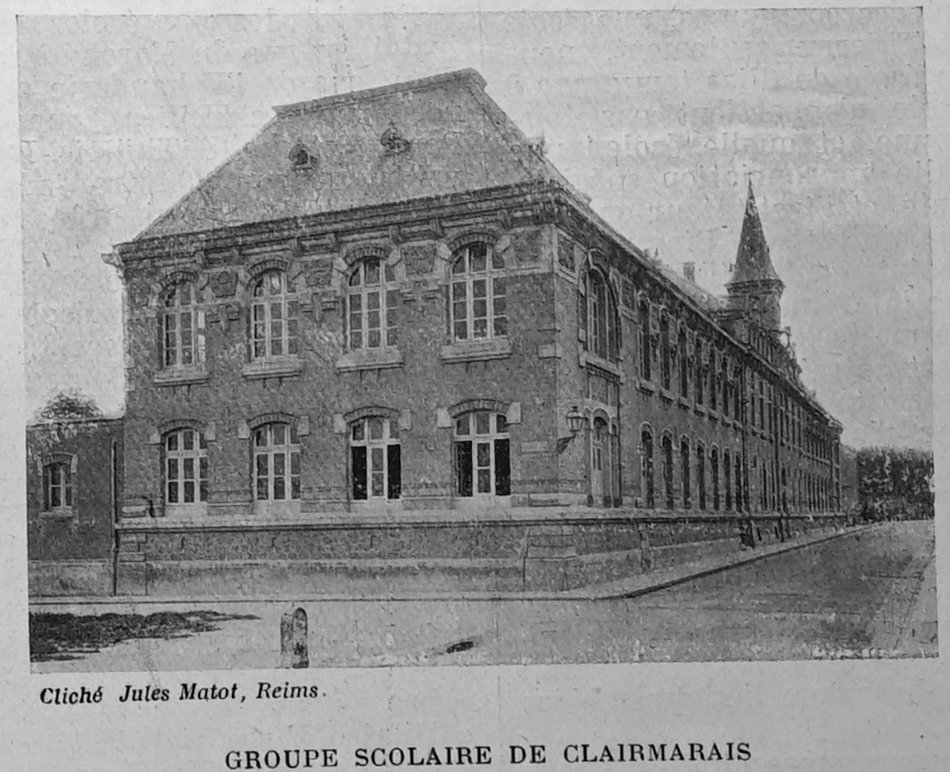
École maternelle de la rue Mont-d'Arène en 1911.

Durant son administration, les locaux étant insalubres, elle y fait faire de nombreux travaux. Aussi, elle s'oppose fermement aux punitions humiliantes tel que le bonnet d'âne, l'agenouillement ou encore l'immobilité, préférant  appeler à « leur gentillesse naturelle et à leurs bons sentiments » .
En mars 1888,, elle cède sa place à Blanche Cavarrot et devient directrice de l'école maternelle rue du Mont-d'Arène, école réputée difficile. Comme dans son ancien établissement, elle y fait faire des travaux : elle fait supprimer les gradins et placer des cloisons afin d'avoir des salles de cours plus petites. Elle développe une pédagogie par l'image,. Marie-Clémence fait décorer les murs par Mademoiselle Truffot, professeur de dessin dans une école parisienne.

En 1901, prenant l'exemple sur Madame Béguin, directrice d'école en région parisienne, elle fonde, avec Blanche Cavarrot, la section rémoise de l'Œuvre du Trousseau. Ce collectif se réunit le troisième dimanche de chaque mois, à l'école de la rue Courmeaux, afin de donner des cours de broderie. Financée par Madame Goulden, l'association passe des trente membres présents lors de sa création à quatre cents en 1914.

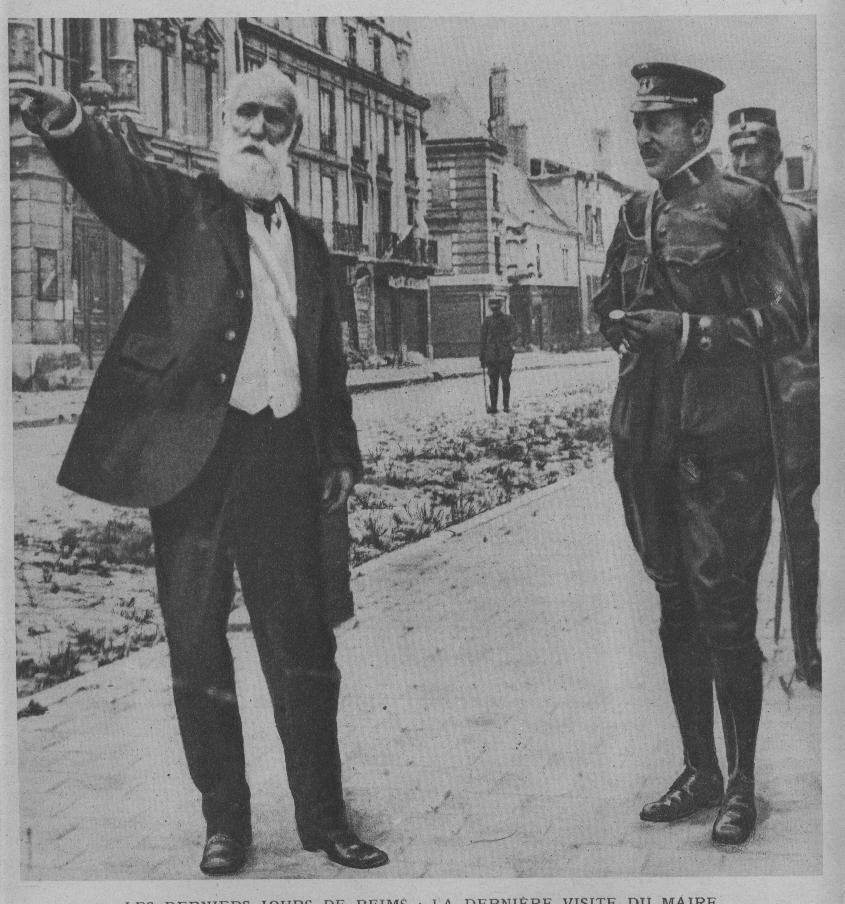
C'est sur demande de Jean-Baptiste Langlet (à gauche), médecin et maire radical-socialiste de Reims que Marie-Clémence Fouriaux fonde l'association Le retour à Reims.

Pendant la Première Guerre mondiale, Marie-Clémence protège de nombreux enfants et blessés, tout en continuant à enseigner,,.

### 1917-1932: retraite et dernières années

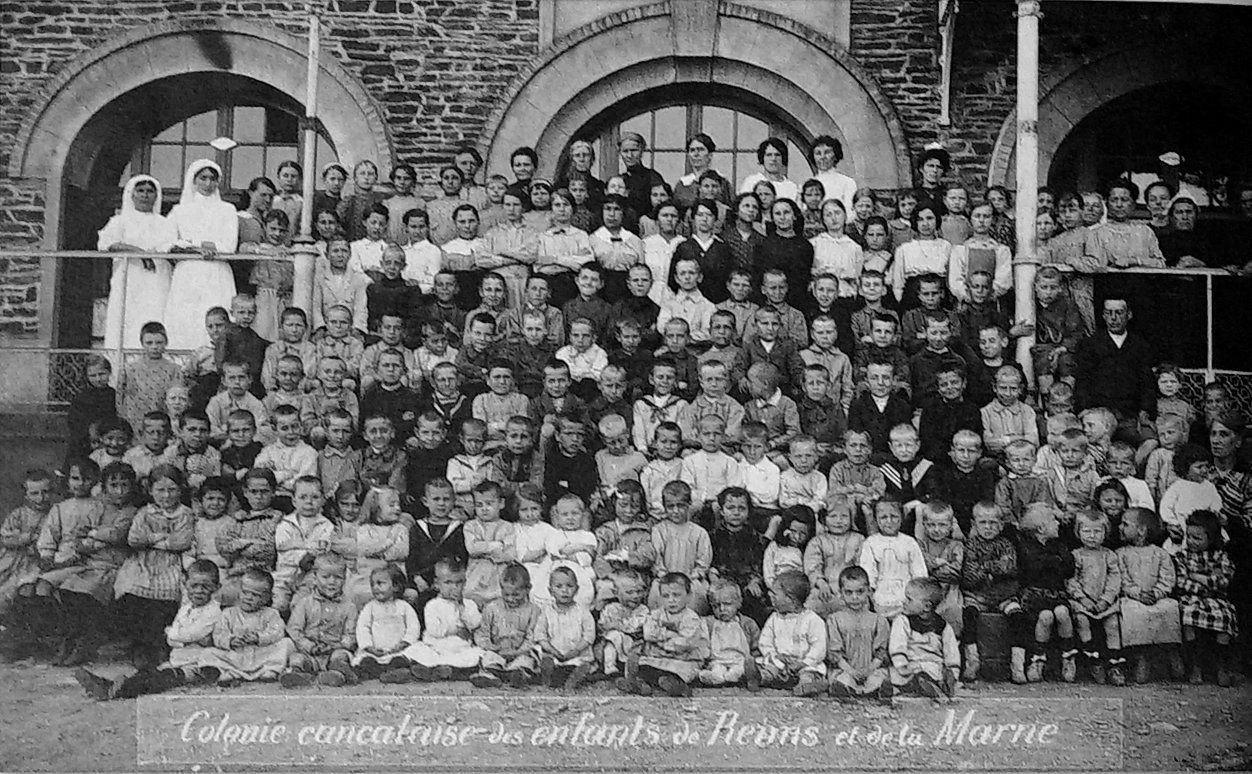
Avec Blanche Cavarrot en 1917 les enfants des écoles de Reims sont à Cancale.

En 1917, elle prend sa retraite à l'âge de 70 ans et retourne vivre à Savigny-sur-Aisne,.
En octobre 1918, sur demande de Jean-Baptiste Langlet, maire de Reims, elle aide les habitants sinistrés à revenir à Reims et crée l'association Le retour à Reims,,.
Elle devient par la suite, jusqu'à la fin de sa vie, administratrice de la Roseraie. Cette école en plein air et colonie de vacances est située dans une riche demeure à Villers-Allerand. Elle a été donnée à la ville de Reimspar Adèle Desteuque, veuve d'Eugène Desteuque, .
Elle décède le 2 mai 1932 à Savigny-sur-Aisne,,.  Elle est enterrée dans le canton 22 du cimetière du Nord,.

## La Grande Guerre

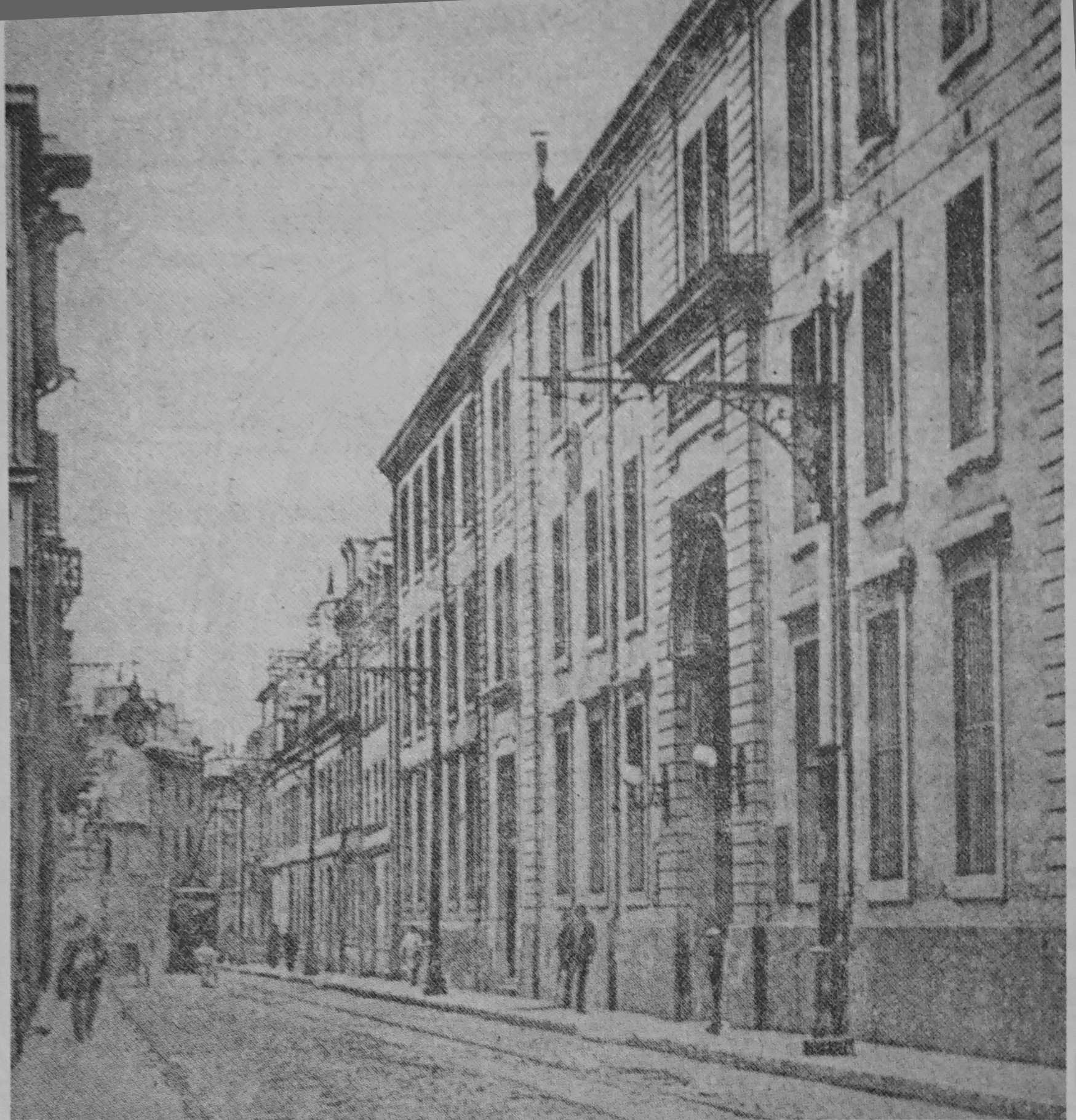
Le lycée de jeunes filles, situé au 23 rue de l'Université, servit d’hôpital militaire du 2 aout au 20 septembre 1914.

Quand la guerre éclate, Marie-Clémence rejoint l'Union des femmes de France et se retrouve affectée à la direction de l'hôpital auxiliaire 101, installée 23 rue de l'Université dans lycée de jeunes filles,. L'établissement est équipé de 150 lits et fonctionne du 2 août 1914 au 20 septembre 1914,,.
Le 2 septembre, alors que l'armée allemande se trouve aux portes de Reims, elle évacue les blessés et monte avec eux dans un train jusqu'à Épernay. Tous les transports venant d’être supprimés, elle décide de parcourir à pied les 30 km qui la séparent de Reims,.
Sur le chemin elle est prise en stop par un automobiliste. Cependant, ce dernier, la soupçonnant d’être espionne pour le compte des Allemands, la conduit au poste de police situé dans l'école d'Ecueil. L'instituteur reconnait Marie-Clémence, l'officier lui délivre alors un laissez-passer pour Reims.

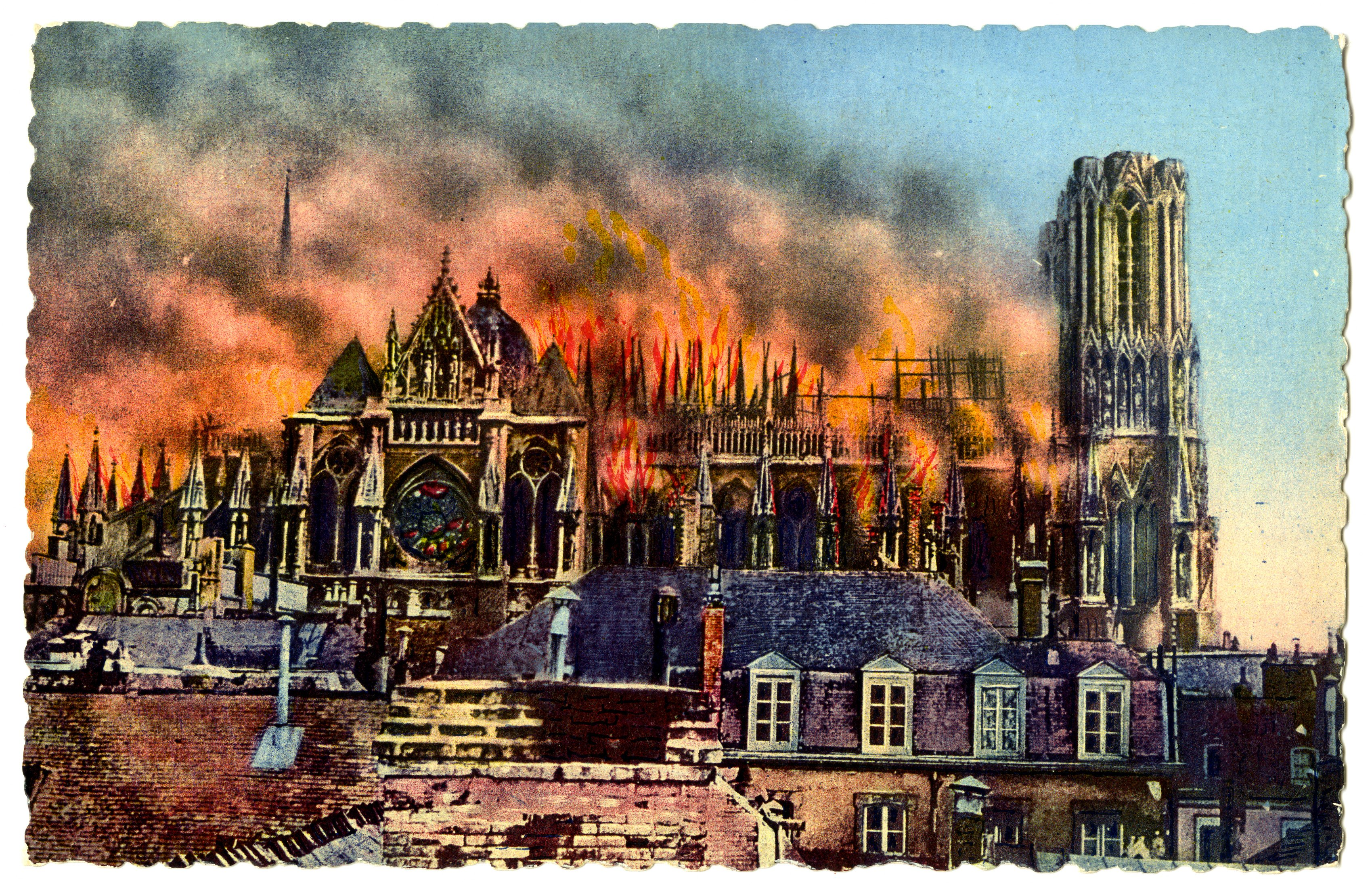
Carte postale représentant l'incendie de Notre-Dame de Reims (bibliothèque marianiste de l'université de Dayton).

De retour à 4h du matin, elle reprend son poste à l’hôpital qui contient désormais 250 lits, et où sont aussi soignés des soldats allemands jusqu’à leur retraite, le 13 septembre 1914,.
Le 15 septembre, l’hôpital 101 étant frappé par plusieurs obus, elle transporte les blessés jusqu’à la cathédrale. Lorsque cette dernière prend feu, le 19 septembre 1914, elle participe à l'évacuation des blessés, qu'elle porte à plusieurs reprises sur son dos.

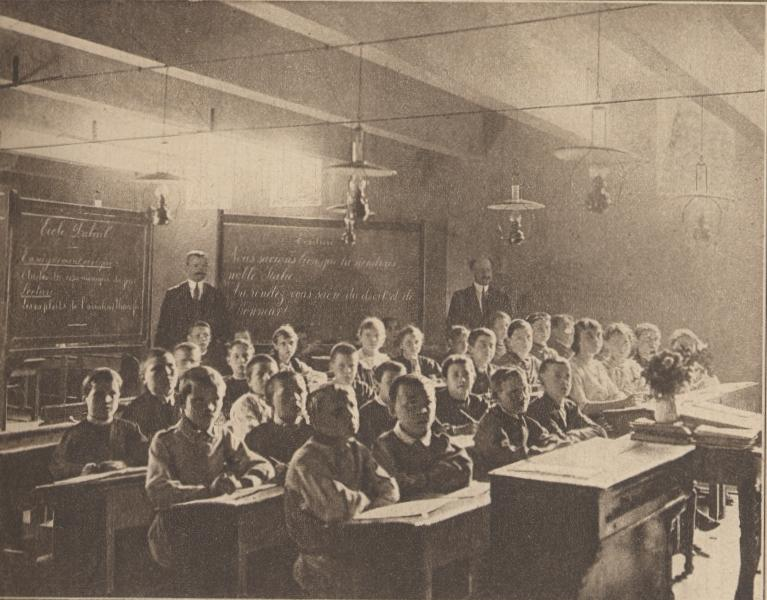
Une école souterraine à Reims en 1916.

L’hôpital 101 est totalement détruit lors des bombardements du 20 septembre. 
À partir du 19 septembre, aidée de sa collègue Blanche Cavarrot, ainsi que d’une dizaine d'autres enseignants, Marie-Clémence donne des cours dans des caves de maisons de Champagne, notamment Mumm, Krug, Pommery et Champion,. Elle enseigne aussi à l'institut professionnel Libergier, où elle a 122 élèves,.

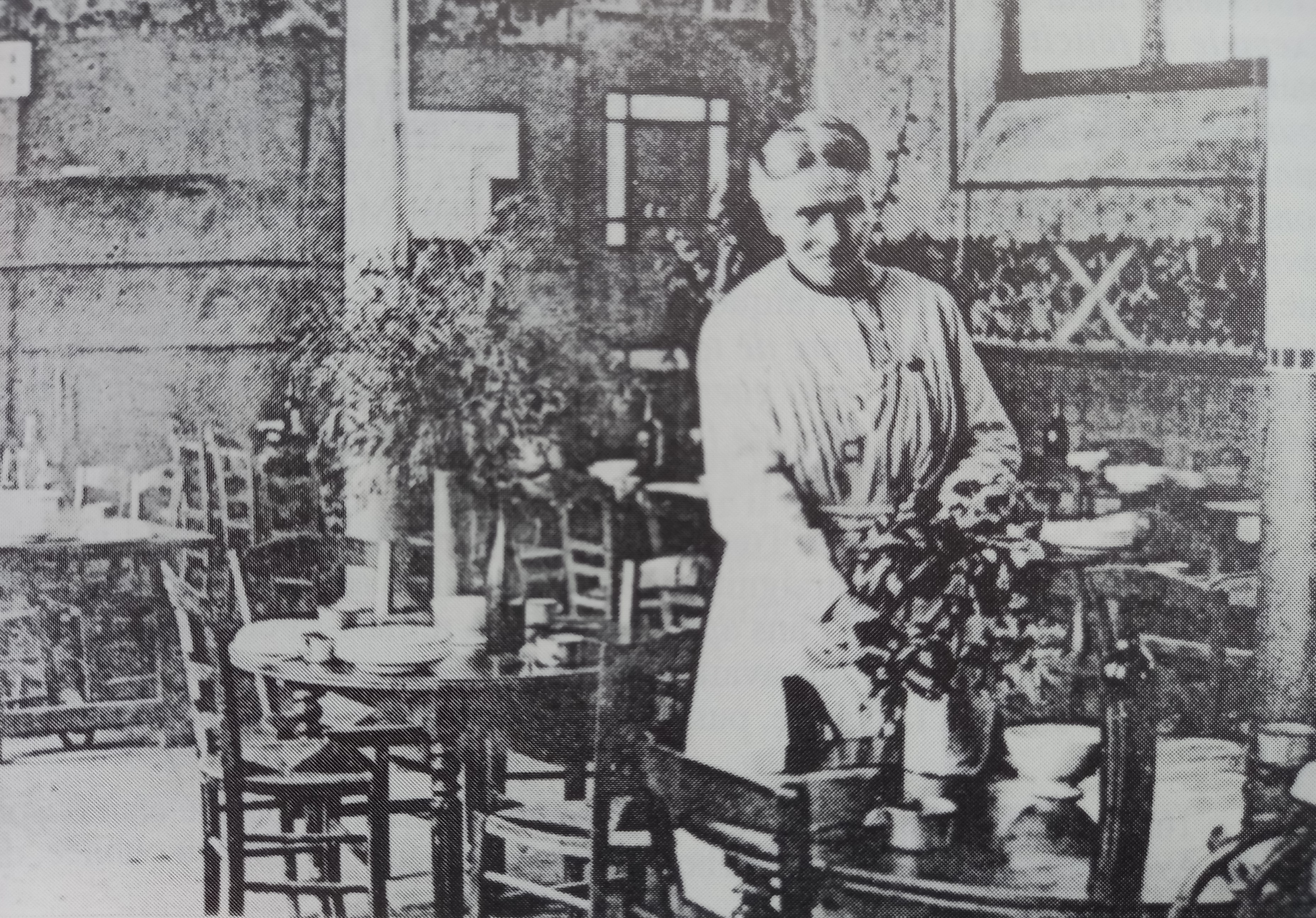
Marie-Clémence Fouriaux, à la cantine de l'institut Libergier, en novembre 1918.

Durant l'été 1915, elle accompagne 800 enfants rémois en vacances en dehors de la zone de guerre. Puis, à la suite des consignes de la municipalité, elle procède à leur évacuation et les accompagne jusqu'à Cancale, où ils sont scolarisés pendant deux ans,.

## Engagements politiques

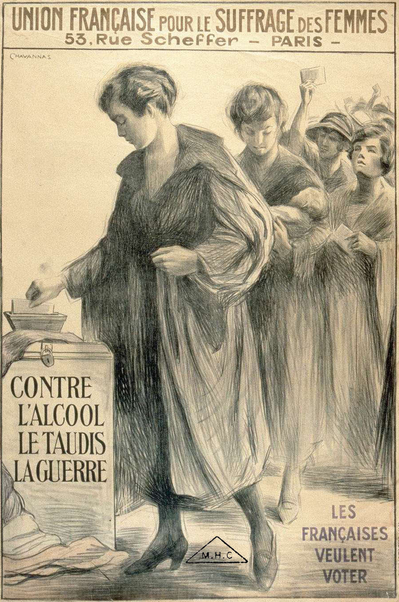
Affiche de l'Union française pour le suffrage des femmes, 1909.

Marie-Clémence Fouriaux est également connue pour ses engagements féministe, pacifiste et humaniste,.
En poste rue Mont d'Arène et jusqu'en 1917, elle est membre de conseil départemental de la Marne et vice-présidente de l'Entente des Conseillers départementaux.  Elle y milite alors pour un enseignement identique entre filles et garçons.
En 1900, aidée d'Adèle Desteuque et de Madame Joly, Marie-Clémence fonde l'Union des Jeunes Filles, collectif réunissant d'ancienne élève, organisant des lectures et sorties. Par la suite, des collectifs identiques seront créés dans la plupart des écoles de Reims.
Après guerre, elle organise des conférences pour la Ligue des Droits de l'Homme, pour la Ligue internationale des Femmes pour la Paix et la Liberté et la Ligue de l'Enseignement,. Elle en organise aussi pour l'Union française pour le suffrage des femmes, dont elle a fondé la section Rémoise et qu'elle préside pendant 15 ans,.
La toute dernière conférence donnée par Marie-Clémence est consacrée à la Ligue des Droits de l'Homme, le 8 mars 1932, deux mois avant sa mort,.
Peu après sa mort, madame Pillement dira à son sujet:

« Elle voyait dans le suffrage de la femme un symbole, celui de la réhabilitation sociale de le femme, un moyen de contribuer à l'amélioration des lois d'hygiène publique, la possibilité d'assurer une plus efficace protection de l'enfance. »

## Reconnaissance
Le 29 janvier 1917, en présence de Paul Lapie, et de Monsieur Perron, inspecteur de l'académie, Marie-Clémence Fouriaux est décorée Chevalier de la Légion d'honneur,,, dans l'école maternelle de la rue du Mont-d'Arène.

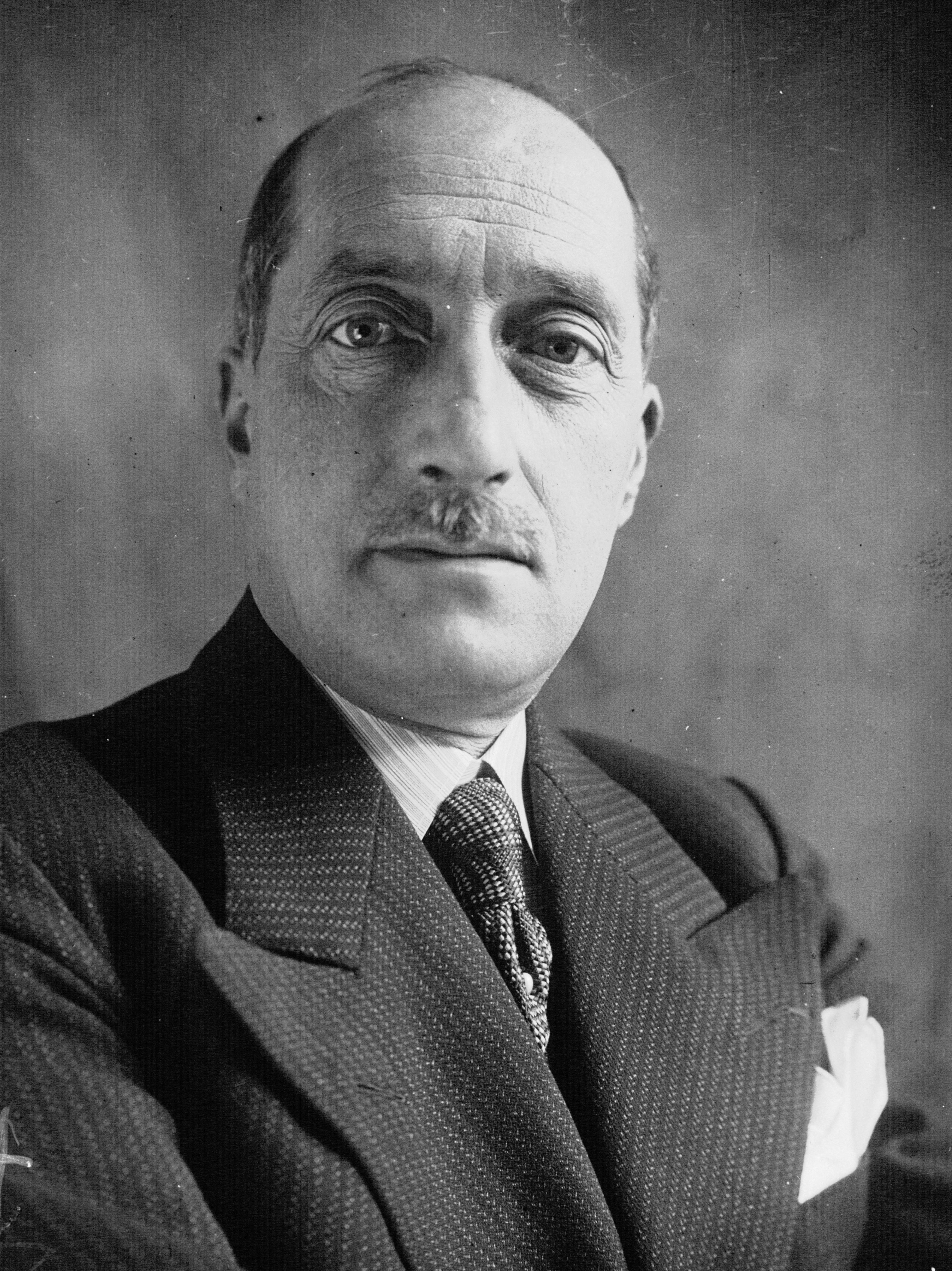
Paul Marchandeau, à l’époque maire radical-socialiste de Reims, qualifiera Marie-Clémence Fouriaux de sainte laique.

Quatre jours plus tôt, on pouvait lire dans le Journal officiel:

« Mlle Fouriaux Marie-Clémence, directrice d'école maternelle à Reims, 36 ans de service. A donné depuis le début de la guerre le plus bel exemple de courage et de patriotisme. A contribué avec le plus grand dévouement à l'évacuation de l’hôpital des Femmes de France au cours du bombardement. Donne depuis le début des hostilités son concours le plus dévoué à la municipalité de Reims pour l'organisation des secours aux victimes de guerre. Directrice d’École d'un rare mérite professionnel,. »

Peu après son décès, ses funérailles sont organisées et financées par la ville de Reims,,. Des discours relatant ses exploits sont récités,.
Paul Marchandeau, maire de Reims, la qualifie de « sainte laïque » et s'exprime à son sujet :

« Longtemps vivra dans les pensées des Rémois comme dans la mémoire de tous ceux qui ont connu notre cité, principalement aux jours tragiques de la guerre et au cours des années trépidantes de la reconstruction, le souvenir de cette femme qui n'a eu de plaisir dans sa vie que par le bien qu'elle faisait aux autres »

Monsieur Rémond, directeur d'école, de son côté dira :

« Elle était véritablement l'idéal de l'institutrice laïque. Et la modestie même. A ceux qui par exemple la félicitaient de sa Légion d'honneur: "Je n'ai rien fait d'extraordinaire", répondait-elle. Cette réponse et cette attitude qui peuvent paraitre de loin toutes naturelles, mais qui au fond procèdent d'un si haut héroïsme, sont de celles sans doute qu'auraient retenues un Salluste, un Tite-Live, un Plutarque et qui sont dignes de l'histoire. »

Le 21 avril 2016, le Foyer de jeunes travailleurs Marie-Clémence Fouriaux est inauguré dans la rue portant son nom.
Le 9 mars 2018, une conférence lui est consacrée. Elle est animée par Jean-François Boulanger, agrégé d’histoire et doyen de l'UFR Lettres et Sciences Humaines de Reims.
Du 9 au 28 mars 2018, une exposition nommée Elles aussi, étaient en guerre, lui est en partie consacrée à la Mezzanine des halles du Boulingrin.
Depuis 2023, elle est mentionnée dans la visite guidée « Ces femmes qui ont marqué l'Histoire de Reims », visite d'1h30 dans les rues de Reims pour raconter l'histoire des femmes rémoises.